# DroneUA
DroneUA — українська група компаній, що є міжнародним системним інтегратором безпілотних рішень, робототехніки та систем енергонезалежності, створює екосистеми в нових сферах розвитку. DroneUA має технічну експертизу та є ринкоутворюючим гравцем у напрямках:
1. Екосистеми, розвиток та впровадження робототехніки та безпілотних рішень у сільському господарстві з метою посилення світової продовольчої безпеки;
2. Формування енергетичної безпеки шляхом інтеграції інноваційних систем автономного електропостачання.

Засновниками групи компаній є Валерій Яковенко та Февзі Аметов. DroneUA ввійшла в ТОП-3 найбільш інноваційних бізнесів у сільськогосподарському секторі України, за версією видання Forbes, ТОП-20 найбільш інноваційних підприємств України, а також найкращі стартапи із застосуванням штучного інтелекту, розроблені для сільського господарства.

## Головне про компанію
Сьогодні DroneUA — це міжнародний системний інтегратор безпілотних рішень і робототехніки. У структурі функціонують власні інженерні та виробничі підрозділи, відкритий центр з обробки даних. DroneUA — імпортер і дистриб'ютор провідних виробників дронів у світі, що розвиває на ринку України та Східної Європи технології брендів XAG, EcoFlow, Pix4D, Chasing, AgroCares, тощо.
Компанія надає послуги у сфері геодезії та топографії, енергетики, інфраструктури, сфері безпеки, на ринку нерухомості та у видобувній промисловості. У сільськогосподарській галузі компанія надає послуги міжнародному ринку: маючи глибоку експертизу, працює над обробкою даних для міжнародних/іноземних компаній.
Група компаній DroneUA працює для формування нової екосистеми аграрних технологій в Україні, де робототехніка буде доступною кожному українському фермеру, незалежно від розміру земельного банку або віддаленості від обласного центру.
Бренд DroneUA об'єднує групу компаній, діяльність яких спрямована на відкриття нових можливостей, створення нових ринків, рух і масштабування інновацій.

## Історія
- 2013 — рік заснування компанії DroneUA. З першого дня її створення метою компанії був пошук ефективних інструментів для бізнесу та нових технологій в сфері робототехніки. Співзасновники ставили перед собою завдання в оптимізації виробничих процесів, в зборі та аналізі даних, у впровадженні нових, раніше не використовуваних технологій.
- 2015 — безпілотники DroneUA виконують захист і живлення понад 1 млн га посівних площ в Україні. Клієнтами компанії є як найбільші українські агрохолдинги, такі як Кернел, Агропродінвест, МХП, так і міжнародні корпорації, такі як Bayer, Syngenta, Monsanto та ін.
- 2016 — DroneUA стали офіційними партнерами Pix4D, найбільшого розробника програмного забезпечення, що є лідером ринку фотограмметричних технологій і обробки даних з дронів.
- 2017 — DroneUA стали дистриб'юторами брендів Parrot (реалізація дронів і мультиспектральних камер), а також DroneDeploy (продаж програмного забезпечення та виконання хмарної обробки).
- 2018 — DroneUA почали першими в Україні використовувати дрони на сонячних батареях.
- 2019 — Компанія стала дистриб'ютором бренду senseFly та продукції компанії Insta360, одного з провідних виробників камер формату 360 у світі.
- 2020 — Старт роботи, на правах ексклюзивного дистриб'ютора, з одним з найбільших виробників дронів та роботизованих рішень у світі, компанією XAG. Vodafone і DroneUA проводять перший в Україні пілотний проєкт із застосування дронів у телекомі. DTEK та DroneUA підписали меморандум про співпрацю. DroneUA стали офіційними імпортерами та дистриб'юторами Kandao Technology в Україні.
- 2021 — Агродронами, що реалізовує DroneUA, оброблено понад 1 млн га, що забезпечило додатковий економічний ефект 65,55 млн дол., включаючи 203 000 тонн додаткового врожаю зернових і олійних культур. DroneUA першими в Україні здійснили системну роботу з інспектування вітроелектростанцій. Група компаній DroneUA (нині Robotics Distribution) стала офіційним дистриб'ютором компанії EcoFlow — світового виробника технологічних рішень у галузі портативних накопичувачів електроенергії, енергетичних систем для автономного забезпечення будинків з використанням можливостей джерел відновлюваної енергетики.
- 2022 — DroneUA офіційно стала одним із перших ста резидентів Дія.City, реалізованого Міністерством цифрової трансформації України разом із найбільшими IT-компаніями України та міжнародними стартапами. DroneUA запустила власний стартап на ринку послуг дронів-обприскувачів — спеціалізований онлайн-сервіс FarmFleet, що пропонує рішення для агровиробників та сервісних компаній, об'єднуючи потреби у виконанні агрооперацій та технічні можливості їх задоволення. У 2023 році проект розширив свій функціонал і розпочав надати послуги дронами-обприскувачами зі власною сервісною командою.

Створення «Благодійного фонду «ДронЮА» — соціальної ініціативи групи компаній DroneUA, спрямованої на підтримку постраждалих українців, дитячих будинків, реабілітаційних центрів, лікарень та інших закладів критичної соціальної інфраструктури, які перебувають в енергетичній кризі.

## Структура та напрямки діяльності
Сільське господарство. DroneUA здійснює продаж агродронів для внесення ЗЗР, добрив чи насіння, а також картографування полів. Окрім того, самостійно займається моніторингом та обміром полів дронами, створенням карт для внесення азоту, гербіцидів, карт NDVI, діагностикою ґрунтів за технологією AgroCares, дослідженням та аналітикою полів, створенням трихограм.
Енергетика. Компанія виконує моніторинг електромереж, а також сонячних електростанцій. Разом із тим DroneUA займається комплексним впровадженням технологій для енергетичної незалежності. За підсумками 2022 року, світовий виробник технологічних рішень в галузі портативних накопичувачів електроенергії, енергетичних систем для автономного забезпечення EcoFlow сягнув майже 70 % українського ринку і рішеннями EcoFlow було забезпечено 37 тисяч українських сімей. Станом на січень 2023 ця цифра збільшилась до 50 тис. Сьогодні технології бренду удосконалюються й дозволяють функціонувати автономно не тільки домашнім господарствам, а й підприємствам.
Геодезія/топографія. Компанія займається збиранням даних для інвентаризації земель, виконанням аерофотозйомок, на основі чого створює ортофотоплани, цифрові моделі рельєфу, місцевості і 3D-моделі об'єктів, а також топографічні плани.
Ринок нерухомості. Фахівці компанії створюють цифрові 3D-моделі об'єктів інтерактивні панорами, моделі для реконструкції фасадів, виконують авторський нагляд, оцінку тепловтрат та охоронні перевірки.
Видобувна промисловість. Компанія впроваджує безпілотні технології на підприємствах, займається підрахунком об'єму сировини, а також об'єму здобутої гірської маси на кар'єрі.
Інфраструктура. DroneUA виконує моніторинг об'єктів транспортної інфраструктури, інспекцію стану заводів і фабрик. Для оптимізації робіт сферах видобувної промисловості та інфраструктури компанія реалізовує інспекційні дрони Flyability, що мають захищену конструкцію у формі кулі й проникають у будь-які важкодоступні кутки й проводити моніторинг стану конструкцій.
Сфера безпеки. Фахівці компанії займаються установкою системи розпізнавання безпілотних пристроїв в повітрі для охорони об'єктів критичної інфраструктури. У 2023 році DroneUA розпочала реалізацію антидронової рушниці. Наразі компанія формує мережу партнерів, які будуть надавати консультації, постачати обладнання, навчати користувачів.
Курси з пілотування та обробки даних. Компанія DroneUA ділиться своїм досвідом управління дронами, впровадження безпілотних рішень у виробництво й надання послуг з моніторингу та проведення інспекції в різних галузях. Фахівці компанії DroneUA розробили як базові варіанти навчання, так й індивідуальні курси з управління БПЛА, агромоніторингу, обробки даних з дрона.

## Загальний ринковий ефект
За підсумками 2021—2022 років отримали такі результати діяльності групи компаній DroneUA:
- У 2021 році Україна стала першою у світі за швидкістю впровадження дронів-обприскувачів у агровиробництво[6], а в 2022 році ринок дронів-обприскувачів України зберіг лідерські позиції, ставши № 1 у Європі[7].
- У 2022 році дронами-обприскувачами обробили 1,2 млн га, що на 20 % більше, ніж 2021-го року[8];
- За 2022 рік попит на рішення для персональної енергетичної безпеки від EcoFlow зріс у понад 10 разів, зайнявши більшу частину ринку[9];
- Кількість відвантажених розосереджених потужностей у вигляді портативних зарядних станцій становить понад 48 МВт — 50 тис. сімей отримали резервне живлення.
- Понад 20 згадувань в Forbes.

DroneUA пропонує близько 500 категорій продуктів, співпрацює з 15 іноземними вендорами та 30 країнами-партнерами.
В Україні мережа партнерів DroneUA — це понад 400 партнерів і більше 700 інтеграторів, що своїми локаціями покривають територію практично усієї України:
- 1 500+ локацій для дистрибуції електроніки;
- 100+ локацій мережі DIY;
- 35+ локацій мережі дистрибуції агрорішень.

## Нагороди
| 2016 | DroneUA                         | Рейтинг «25 найвидатніших стартапів України» від інформаційної агенції Ukraine Today                  | 7-е місце            |
| 2016 | DroneUA                         | Найінноваційні підприємства України за версією Forbes                                                 | ТОП-20               |
| 2017 | Яковенко Валерій і Февзі Аметов | «Підприємці року» за версією рейтингу видання MC Today                                                | ТОП-50               |
| 2019 | Яковенко Валерій і Февзі Аметов | «Підприємці року» за версією рейтингу видання MC Today                                                | ТОП-30               |
| 2020 | Валерій Яковенко                | Рейтинг «Найбільш надихаючих людей України»                                                           | ТОП-100              |
| 2021 | DroneUA                         | «Найкраще технологічне рішення для бізнесу» Премії Спілки українських підприємців (СУП) 2021          | Перемога в номінації |
| 2022 | DroneUA                         | Global Best Contribution Award за найбільший внесок у світову інтеграцію технологій БПЛА в агросектор | Нагорода             |
| 2022 | DroneUA                         | «Найкраще рішення з енергоефективності» за версією Премії Спілки українських підприємців (СУП) 2022   | Перемога в номінації |
| 2023 | DroneUA                         | Найкращі стартапи з використанням штучного інтелекту, що створені для сільського господарства         | 16 місце             |

## Сталий розвиток
Спільно з партнерами DroneUA веде свою діяльність, відповідно до концепції сталого розвитку сільського господарства. Інноваційні технології дронів-обприскувачів XAG дозволили досягти таких результатів у 2021—2022 роках в Україні:
- Площа полів оброблених дронами в Україні — 2,2 млн га;
- Скорочення викидів вуглецю — 30,8 тис. тонн[13];
- Економія води — 440 тис. тонн;
- Економія пального — 12,1 млн л[14];
- Кількість додатково зібраного врожаю — 345,4 тис. тонн;
- Створення додаткових робочих місць в агро — 1 100 пілотів і тренерів.

## Соціальна відповідальність
"Благодійний фонд «ДронЮА»
У середині 2022 року група компаній DroneUA створила "Благодійний фонд «ДронЮА», що є важливим напрямком корпоративної соціальної відповідальності бізнесу і загалом ідеології DroneUA.
З першого дня боротьби за незалежність українського народу та територіальну цілісність, команда фонду працює 24/7. Спільно з іноземними партнерами було реалізовано низку волонтерських ініціатив. Пріоритетними напрямами є дитячі заклади, медичні та освітні заклади, соціальне житло.
Національна місія "Благодійного фонду «ДронЮА» полягає в посиленні енергетичної безпеки українців: забезпечення резервним живленням соціальних об'єктів та формування енергетичної незалежності при відбудові України.
Напрямки діяльності:
- Резервне живлення для соціальних установ: дитячі будинки, школи, дитячі садочки, спеціалізовані соціальні та реабілітаційні центри, медичні заклади, геріатричні пансіонати.
- Енергетична відбудова України: ініціювання та підтримка проєктів реконструкції та будування житлового фонду за підходами енергетичної автономії та безпеки
- Оснащення тимчасового житла системами енергетичної незалежності: модульні будинки, житлові та соціальні об'єкти для громад, що втратили домівку
- Формування енергетичної свідомості суспільства: просвітництво населення щодо енергетичної безпеки та посилення спеціалізованого міжнародного партнерства

У травні 2023 року "Благодійний фонд «ДронЮА» підписав меморандум та став партнером масштабного соціального проєкту архітектурного бюро Слави Балбека — RE: Ukraine Housing, щоб забезпечити тимчасове житло для внутрішньо переміщених українців енергетичним обладнанням безперебійного живлення.
Як офіційний енергетичний партнер «ДронЮА» гарантуватиме енергетичну безпеку для 15 сімей, для понад 50 внутрішньо переміщених українців та забезпечить тимчасове житло в смт. Ворзель сонячними панелями та системами автономного енергозабезпечення.
«Академія Інновацій XAG»
9 серпня 2022 року команда DroneUA спільно з міжнародним виробником сільськогосподарської робототехніки бренду XAG запустили новий освітньо-практичний проєкт на базі провідного агроуніверситету НУБіП України — «Академії Інновацій XAG». Проєкт спрямований на посилену підготовку спеціалістів прецизійного сільського господарства.
«Академії Інновацій XAG» — це сучасна лабораторія агробіологічного факультету, що комплектується дронами-обприскувачами та супутніми інноваційними рішеннями бренду XAG з метою забезпечення практичної бази підготовки дипломованих фахівців. Проєкт включає тісну співпрацю бізнесу та університету в процесі розробки профільних навчальних програм та курсів, проведення експертами бізнесу практичних занять, презентацій та демонстрацій та проведення спільних наукових досліджень.
Проєкт з популяризації дронів в агробізнесі в рамках Програми USAID АГРО
Протягом сезону 2022 року DroneUA разом з USAID з аграрного і сільського розвитку (АГРО) працювали над забезпеченням продовольчої безпеки в Україні та світі, а також відновленням економічної активності агровиробників та побудовою сильної й життєздатної ринкової системи.
Зокрема, в рамках співпраці було реалізовано Проєкт із популяризації послуг внесення ЗЗР і добрив за допомогою безпілотних і роботизованих технологій серед ММСП, що працюють у секторах вирощування та переробки овочів, фруктів, ягід і деяких видів зернових і олійних.
Проєкт було реалізовано у 15 регіонах України. У програмі взяли участь аграрії з Рівненської, Волинської, Київської, Тернопільської, Житомирської, Вінницької, Закарпатської, Черкаської, Чернігівської, Дніпропетровської, Полтавської, Львівської, Сумської, Хмельницької та Івано-Франківської областей.
У рамках Проєкту здійснювалися:
- Розробка і розповсюдження методичних матеріалів;[16]
- Надання консультативних і уніфікованих технологічних послуг.
- Надання послуг внесення наземними та повітряними дронами ЗЗР та добрив, використання яких у рамках сільськогосподарських проектів і заходів за підтримки USAID Україна дозволяється згідно з PERSUAP (DCN 2018-UKR-044 та наступні редакції).

У результаті за листопад 2021 — грудень 2022 року понад 90 агровиробників отримали послуги з внесення ЗЗР дронами. Загалом відбулося понад 100 внесень пестицидів і добрив на різних культурах: кукурудза, пшениця, соняшник, гречка, смородина, кавун, диня, пекінська капуста, броколі, цибуля, баклажан, томат, перець, лохина, суниця, яблуня.
Проєкт реалізується групою компаній DroneUA завдяки підтримці американського народу, наданій через Агентство США з міжнародного розвитку (USAID) у рамках Програми USAID з аграрного і сільського розвитку (АГРО), яка виконується компанією Chemonics International.